# 手羽先とモモ
『手羽先とモモ』は、クロード・ジディ監督、ルイ・ド・フュネスおよびコリューシュ主演による、フランスのコメディ映画である。原題は L’aile ou la cuisse 意味は同様だが「手羽先『か』もも肉か」になる。
1976年にフランス公開され、大ヒットとなり、70年代を代表するコメディ映画の一本となった。
日本では劇場未公開作であったが、2009年にTV5MONDEで『手羽先とモモ肉と』の題で英語字幕付き素材で放映される。2013年同局での「ルイ・ド・フュネス特集」の一本として日本語字幕付きで放映された際は「手羽先とモモ」に改題された。
音楽のコスマにとっても代表作であり、TV収録された彼を称えるコンサートでも一番盛り上がる曲(合唱付きのテーマ)として、観客が盛り上がった。
なお、第一助監督にジャン＝ジャック・ベネックスが付いているが、この後撮った短編「ミシェル氏の犬」と長編デビュー作「ディーバ」の音楽がコスマなのは、この作品との出逢いがあってのものである。

## あらすじ
レストラン・ガイドブック会社「デュシュマン」の経営者で、フランス全国のレストランを覆面調査するシャルル・デュシュマンは、アカデミー・フランセーズの会員に選出されることとなった。
フランス料理の伝統とクォリティの熱心な庇護者であるデュシュマンは、しかしながらガイドの最新号の出版を機に引退して、息子のジェラールに会社の後を継がせることを考えていた。ところがジェラールは父の仕事にそれほど興味がなく、むしろ父に内緒でサーカスでの演劇活動に熱心だった。
ガイド最新号の発売目前、ジャンクフード工場主およびチェーン店レストランの経営者ジャック・トリカテルが、ガイドが高評価するはずだった幾つかのレストランを買収したことをデュシュマンは知る。さらにトリカテルはデュシュマンをテレビの討論番組に呼び出し、笑い者にしてガイドの価値を失わせようとしていた。悪いことに、デュシュマンは病気で味覚を失って入院を余儀なくされ、それがスクープされてしまう。
自らのガイドと買収予定のレストランの価値を守るために、デュシュマンは嫌がっていたジェラールを連れ出し、トリカテルの挑戦を受諾してジャンクフードとの最終対決に乗り出す。二人はトリカテルの工場に乗り込んで秘密を暴き、そこからテレビ局に直行してトリカテルと勝負する。

## スタッフ
- 監督：クロード・ジディ
- 脚本：クロード・ジディ(台詞も)、ミシェル・ファブル(協力)
- 音楽：ウラジミール・コスマ（フランス語版）
- 第1助監督：ジャン＝ジャック・ベネックス

## キャスト
- ルイ・ド・フュネス - シャルル・デュシュマン、レストランガイドブック会社の社長
- コリューシュ - ジェラール・デュシュマン、シャルルの息子、サーカスのピエロ
- アン・ザカリアス（スウェーデン語版） - マルグリットその2、妙齢の女性秘書
- ジュリアン・ギオマール（フランス語版） - ジャック・トリカテル、ジャンクフード工場主でチェーン店レストランの経営者
- クロード・ジェンサック - マルグリットその1、年配の女性秘書
- ジョルジュ・シャマラ（フランス語版） - 忙しない男性秘書
- ジャン・マルタン（フランス語版） - 病院の医者
- フェルナン・ギオ（フランス語版） - デュブルイユ、デュシュマン社の調査員
- ジェラール・ブカロン（フランス語版） - フィセル、ジェラールのサーカスの団友（フィセルには細い紐という意味があるが彼は太っている）
- アントワーヌ・マラン（フランス語版） - デュシュマン社の年配社員、元配管工
- イヴ・アフォンソ（フランス語版） - スパイの配管工
- レイモン・ビュシエール（フランス語版） アンリ、デュシュマンの運転手
- フィリップ・ブヴァール（フランス語版） - フィリップ・ブヴァール（実名役）、テレビ番組「やりたい放題」の司会者
- マルセル・ダリオ - デュシュマンの仕立屋 (特別出演)
- ヴィットリオ・カプリオーリ - ヴィットリオ、以前デュシュマンに星を剥奪されたレストランの元店長
- ダニエル・ラングレ（フランス語版） - ランベール、トリカテルの腹心
- マルタン・ラモット（フランス語版） - ローラン、ジェラールのサーカスの団友
- ポール・ビシリア（フランス語版） - ホテルの荷物運び
- ロベール・ロンバール（フランス語版） - レストラン「金の貝」のチーフ
- ピエール・フォルジェ（フランス語版） - レストラン「鱒の宿」のオーナー
- オローラ・マリス - ジーナ、ヴィットリオの妻でホテルの女将
- ベルガラ・ルーマン
- ジェラール・ロラン（フランス語版） - 歯医者
- マリ＝アンヌ・シャゼル - ジェラールの友人 (カメオ出演)
- ジェラール・ランヴァン - サーカス団員 (カメオ出演)

## 評価
この映画は584万人の入場者を得て、1976年のフランスでの興行収入は、アメリカ映画『ジョーズ』に次いで第2位を獲得した。フランス映画としては第1位である。
1978年にドイツでゴールデーネ・ラインヴァルト賞を受賞した。

## 製作過程
- 企画時のタイトルはMerci Patronというもので、監督のクロード・ジティがルイ・ド・フュネスおよびお笑いグループ レ・シャルロ Les Charlots を想定して書かれた脚本であり、その初期タイトルは彼らのヒット曲の名によるものである。すでにジディは彼らと4本の映画を撮影していたが、グループの解散を受けて、ジディはピエール・リシャールのために脚本を書きなおした。最終的にリシャールの辞退によって、ジディはコリューシュを起用した。
- ルイ・ド・フュネスはジェラール・ウーリー監督の映画『Crocodile（クロコダイル）』を撮影中だったが、2度の心筋梗塞によって最終的にその撮影計画は中止された[3][4]。この映画L'Aile ou la Cuisseは、ド・フュネスが回復してから初の映画である。
- 映画はパリ近郊ピュトー、ランジス、クレテイユおよびエーヌ県ギーズで撮影された。デュシュマン社のオフィスは、パリのイエナ広場5番地にある高級ホテルで撮影された。このホテルの最初のオーナーはギュスターヴ・エッフェルで、ホテルからは彼の建造したエッフェル塔が絶景で見られる。現在そのホテルはラフィーク・ハリーリーの経営会社が所有している。
- ルイ・ド・フュネスはこの映画で多くの料理を口にしているように見えるが、実際に飲み込む場面は画面でほとんど確認できない。実はこの時ド・フュネスは2度の心筋梗塞から復帰した直後で、流動食しか食べられず、それ以前の映画よりも明らかに痩せている。撮影現場には常に医者と救急車が待機していた[5]。プロデューサーのクリスチャン・フェシュネール（フランス語版）は、この映画のための保険を締結するのに多額の費用を費やした[6][7]。
- ルイ・ド・フュネスは、この映画の宣伝ポスターで、コリューシュを自分と同じく主役として明示するように要求した。11年前の1965年、先輩役者のブールヴィルが『大追跡』Le CorniaudLe Corniaud で同じようにルイ・ド・フュネスを同等の主役としてポスターで扱い、彼の名を高めた。同じことをド・フュネスはコリューシュのために振舞ったのである[8]。
- デュシュマンはミシュランガイドの隠喩であり[9]、映画内のガイドブックのロゴや色、覆面調査と星による評価[10]は、本物のそれと酷似している。同じくジャック・トリカテルは、当時一世を風靡した工業食品メーカーおよびその系列会社で高速道路サービスエリアのチェーン店レストランの名である「ジャック・ボレル」[11]の隠喩である[9]。また映画全体もフランスの食の伝統とアメリカ社会由来のジャンクフードとの対決の隠喩が込められている[9]。
- 映画の冒頭で、ルイ・ド・フュネスは日本食レストランを訪れ、鉄板焼を食べている。その際シェフが日本語で「おいしいですか？」と尋ね、ド・フュネスも日本語で「おいしいです」と返事をしている[9]。
- フィリップ・ブヴァール Philippe Bouvardは実名で登場し、実在したテレビ番組「土曜の夜」Samedi Soir（1971年 - 1975年、映画の公開1976年の前年に終了、ORTF第2チャンネル、現在のFrance 2で放送）を劇中でそのまま再現した。これはパリの高級レストラン・マキシムから生中継で行われたトークショー番組であり、毎回芸能人やスポーツ選手、政治家を呼び、時にはゲストに対して皮肉や批判を込めたトークも展開された。劇中では番組名は「Tous les coups sont permis」（『全てのパンチは許される』、意訳すれば『やりたい放題』）」と名付けられている。
- ルイ・ド・フュネスのレストランにまつわる映画では他に、1966年のジェラール・ベスナール監督の『パリ大混戦』Le Grand Restaurant（「大レストラン」の意）がある。こちらはド・フュネスがレストランの支配人というあらすじの映画であり、直接のつながりはない。